# The Voice of the Philippines
The Voice of the Philippines is een Filipijnse reality-tv-zangwedstrijd op ABS-CBN. Het is gebaseerd op de reality-zangwedstrijd The Voice of Holland, die oorspronkelijk werd bedacht door de Nederlandse televisieproducent John de Mol als onderdeel van The Voice. Toni Gonzaga host de show sinds het eerste seizoen; Luis Manzano, die is overgestapt van The Voice Kids, presenteert de show sinds het tweede seizoen. Beiden worden vergezeld door Robi Domingo en Alex Gonzaga, die V-Reporters van de show en de sociale media- en backstage-reporters zijn. Sarah Geronimo, Bamboo Mañalac, Lea Salonga en Apl.de.ap zijn de vier coaches en de jury van de show.
De show werd voor het eerst uitgezonden op 15 juni 2013, ter vervanging van Pilipinas Got Talent, en is twee seizoenen uitgezonden. Dit leverde twee winnaars op: Mitoy Yonting en Jason Dy. De show stopte op 1 maart 2015 en werd vervangen door Your Face Sounds Familiar.

## Ontwikkeling
ABS-CBN verwierf de rechten van de show in 2011 na het succes in de Verenigde Staten. Laurenti Dyogi, een Filipijnse regisseur bevestigde toen dat hij plannen had om het programma naar de Filipijnen te brengen, nadat hij succes had geboekt met andere realityprogramma's.
Een teaser, die de premièredatum van de show onthulde, werd uitgezonden tijdens de laatste avond van het vierde seizoen van Pilipinas Got Talent. Een voorproefje, genaamd Mic Test: The Voice of the Philippines Primer, werd diezelfde avond ook aangekondigd. Die werd uitgezonden op 9 juni 2013. en had een speciale deelname van Danny O'Donoghue, de voorman van The Script, die op dat moment als coach in The Voice UK zat.
Op 5 september 2013 kondigde Lauren Dyogi aan dat de show een tweede seizoen zou krijgen. De tweet van Lauren Dyogi werd later bevestigd in de finale van het eerste seizoen.

### Audities
Audities voor het eerste seizoen begonnen in september 2012. 'Open call audities' werden gehouden op 15 september 2012 in Island Pacific Supermarket in Panorama City, Los Angeles, Californië en op 16 september 2012 in California's Great America Parkway in Santa Clara, Californië. De genoemde audities stonden alleen open voor mensen met Filippijnse afkomst in Zuid-Californië. Radioaudities werden ook gehouden van 7 tot 11 januari 2013 op verschillende ABS-CBN-radiostations in belangrijke steden zoals Metro Manila, Dagupan City, Baguio, Naga City, Legazpi City, Iloilo City, Bacolod, Cebu City, Tacloban City, Cagayan de Oro City, Davao City, General Santos City en Zamboanga City. De radioaudities werden The Voice ng Radyo (The Voice van de Radio) genoemd, waarbij dag- en weekwinnaars de kans kregen om direct naar de Blind audities te gaan. Audities in belangrijke steden in de Filippijnen werden aangekondigd op de laatste aflevering van Sarah G. Live, Sarah Geronimo's late-nightshow, op 10 februari 2013. Op diezelfde avond werden ook de online audities geïntroduceerd die van 9 tot 19 februari 2013 gehouden werden.

## Prijzen
De winnaar van The Voice of the Philippines wint een prijzenpakket van Sony Bravia, een tour door Azië voor twee personen, een gloednieuwe auto van Ford, een belastingvrije geldprijs van 2 miljoen pesos en een vierjarige platencontract van MCA Universal.

## Coaches
Nadat Toni Gonzaga was aangekondigd als de presentator van de show, kondigde hij aan dat de bekendmaking van de coaches zou worden opgesplitst in een aantal officiële aankondigingen. Door Gonzaga werden de coaches 'het beste van het beste' genoemd. De coaches werden geïntroduceerd tijdens een persconferentie van ABS-CBN op 12 april 2013, nadat ze waren onthuld in televisiespotjes en via officiële persberichten van het netwerk.

### Sarah Geronimo

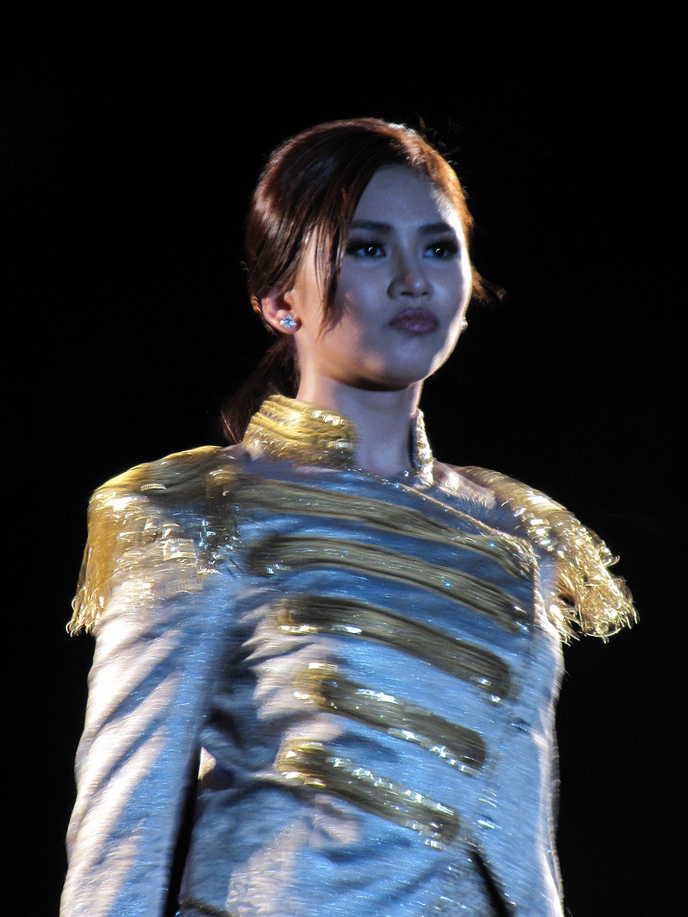
Sarah Geronimo, bijgenaamd "De stem die onze harten veroverde ", werd op 6 februari 2013 aangekondigd als de eerste coach.

Op 6 februari 2013 werd zangeres en actrice Sarah Geronimo aangekondigd als de eerste coach van The Voice of the Philippines.
Geronimo gaf in een interview toe dat ze zich geïntimideerd voelde door de drie andere coaches, waarschijnlijk vanwege hun staat van dienst in elk hun eigen discipline. Over waarom ze coach wilde worden van de show zei ze het volgende: "Het is een kans om deel uit te maken van iemands reis naar het behalen van zijn of haar droom". Ze voegde eraan toe dat ze gelooft dat ze de artiesten kan helpen die deel gaan uitmaken van haar team, omdat ze zelf ook ooit deelnam aan een talentenjacht.

### Bamboe Mañalac
Op 10 februari 2013, tijdens een optreden in de laatste aflevering van Sarah G. Live, liet Bamboo Mañalac doorschemeren dat hij zou gaan werken met de presentatrice van de talkshow. Op 14 februari 2013 zond ABS-CBN een promo uit waarmee de deelname van Bamboo Mañalac aan de show als coach en jury bevestigd werd. Mañalac was de frontman van Rivermaya van 1994 tot 1998, en later van Bamboo van 2002 tot het in 2011 werd opgeheven.
In een interview met ABS-CBN News gaf Mañalac een verklaring over zijn deelname aan de show: "Ik ben klaar om coach te worden. Er is een tijd voor alles en nu is het tijd voor dit." Toen hem werd gevraagd wat voor soort artiesten hij zou willen coachen, zei hij: "Ik luister al heel lang naar rock, maar ik luister ook naar andere genres, van rock tot pop tot folk en alles daar tussenin. Ik wil iemand die open staat voor alle soorten muziek, iemand die bereid is te luisteren en bereid is om te leren."

### Lea Salonga
Op 17 februari 2013 zond ABS-CBN een teaser uit om de derde coach bekend te maken. Deze coach werd "The Voice die de wereld veroverde" genoemd. Er gingen geruchten rond dat de derde coach Lea Salonga zou zijn, een wereldbekende theateractrice die gespeeld heeft in Miss Saigon, Les Misérables op Broadway en die een Disney-legende genoemd werd in 2011 vanwege haar werkzaamheden voor de films Aladdin en Mulan.
Op 19 februari werd vervolgens officieel bekendgemaakt dat Salonga een van de coaches zou zijn. Ze maakte dat zelf bekend via haar Twitter-account. Op dezelfde avond werd dat ook door ABS-CBN bevestigd.

### Apl.de.ap

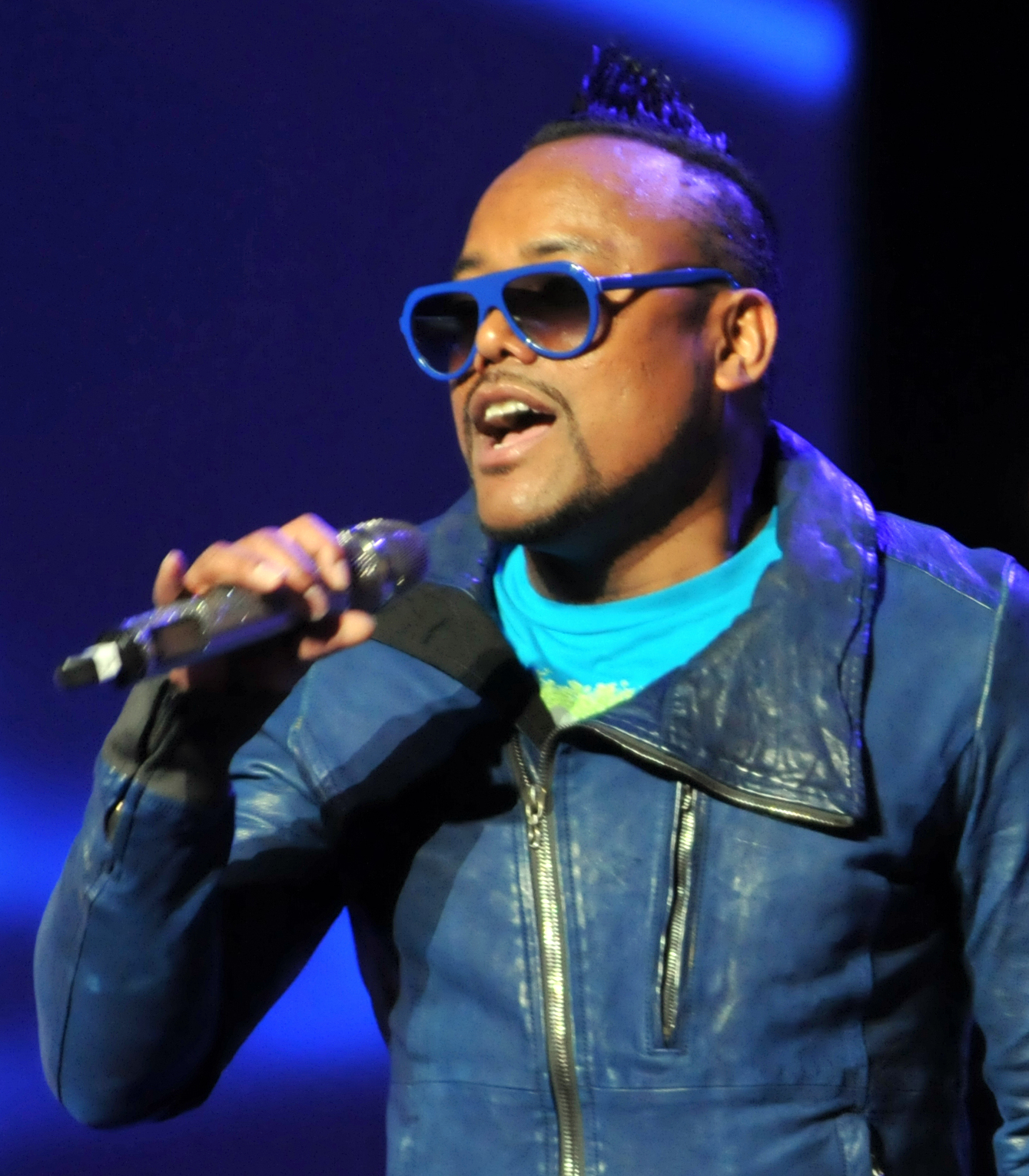
Apl.de.ap, de als vierde bekendgemaakte coach van het programma.

Na Salonga's bekendmaking waren er sterke geruchten dat de vierde coach Allan Pineda, beter bekend als Apl.de.ap, zou zijn. Pineda is een Filipijns-Amerikaanse rapper en lid van de band The Black Eyed Peas. Tijdens een interview met de The Huffington Post in 2012 maakte hij bekend plannen te hebben om een eigen talentenshow te beginnen. "Ik ben er naar aan het toe werken, omdat ik niet gewend ben om dagelijks op tv te zijn... Er is me aangeboden om volgend jaar mee te werken aan een show", zo zei hij.
Op 1 maart 2013 bevestigde ABS-CBN dat ze in de eindfase waren in de onderhandelingen met het management van apl.de.ap om hem tot vierde coach van de show te maken. Op 7 maart 2013 is het vervolgens officieel bekendgemaakt door ABS-CBN en op 27 maart werd apl.de.aps promo uitgezonden op tv. In de promo werd hij "The Voice die wereldwijd de muziekhitlijsten overheerste" genoemd.

## Presentatoren
Op 8 februari 2013 werd bekendgemaakt dat Toni Gonzaga het programma zou gaan presenteren. Na haar bekendmaking zei ze dat ze de show graag wilde presenteren, omdat die haar een betere zangeres zou maken. "Dit zal me inspireren om me te verbeteren en ontwikkelen wat betreft mijn zangkunsten", aldus de presentatrice.
Gonzaga presenteerde ook het tweede seizoen. Dit keer vergezeld door Luis Manzano, die eerder al de Filipijnse versie van The Voice Kids presenteerde.

## Winnaars
- Het eerste seizoen werd gewonnen door Mitoy Yonting uit het team van Lea Salonga.
- Het tweede seizoen werd gewonnen door Jason Dy uit het team van Sarah Geronimo.